# 洪官屯镇
洪官屯乡，是中华人民共和国山東省聊城市茌平区下辖的一个乡镇级行政单位。

## 行政区划
洪官屯乡下辖以下地区：
大辛村、摆渡口村、圈刘村、东梭村、金洼村、小马村、张德一村、成庄村、官厅村、碱王村、郭庄村、回民李村、大马村、朱官屯村、朱湾村、前辛杨村、官庄村、耿茂林村、姜庄村、洪屯村、姜于村、小宋村、老范村、公李村、大段村、范辛村、张陈村和西于村。